# Solomononereis phuketensis
Solomononereis phuketensis är en ringmaskart som beskrevs av Nateewathana 1992. Solomononereis phuketensis ingår i släktet Solomononereis och familjen Nereididae. Inga underarter finns listade i Catalogue of Life.